# Stazione di Mammola
La stazione di Mammola era la stazione ferroviaria capolinea della linea Gioiosa Jonica-Mammola delle Ferrovie Calabro Lucane. Serviva il centro abitato di Mammola.

## Storia
La stazione venne inaugurata ufficialmente il 1º agosto 1931, in concomitanza con l'apertura del prolungamento della linea Marina di Gioiosa Ionica-Mammola, facente parte del più ampio progetto della Trasversale reggina (Gioia Tauro-Gioiosa Ionica), mai completato. Continuò il suo esercizio fino al 1º settembre 1968 insieme all'intera linea, fu sostituito con un servizio automobilistico sostitutivo delle stesse FCL (Ferrovie Calabro Lucane), oggi Ferrovie della Calabria.